# 分娩
分娩（英語：Childbirth）也稱為生產（英語：labour and delivery），是指婦女懷孕之後，一個或多個胎兒離開母親子宮的過程，它象徵著人的出生，可能是經由陰道的陰道分娩，也可能是剖宫产。全世界在2015年時有1.35億人出生，其中有1500萬人是懷孕不到37週就出生，也有3%至12%是懷孕42週後才出生。已開發國家大部份的產婦是在醫院分娩，而開發中國家大部份的產婦是在傳統接生員的協助下，在家中分娩。
最常見的分娩方式是陰道分娩。陰道分娩的產程包括三個階段：宫颈管消失及宮頸擴張、胎頭下降及嬰兒出生、以及第三產程的胎盤娩出。第一產程約十二到十九小時、第二產程約二十分鐘到二小時、第三產程約五至三十分鐘。第一產程一開始會有腹部或是背部的陣痛，約每十分鐘至三十分鐘一次，每次持續半分鐘。陣痛會越來越密集，強度也會越來越強。第二階段會有子宮的收縮，同時將胎兒娩出，在第三階段一般會建議延迟断脐，有許多方式可以減緩分娩時的疼痛，例如放鬆的技巧、阿片類藥物及脊髓阻斷。
大部份的嬰兒分娩時是以頭部先露出產道的頭位姿勢出生，不過有4%會是腿部或是臂部先露出產道，稱為寤生（臀位分娩）。在分娩過程產婦仍可以依喜好的方式飲食或是走動，但在第一產程或是在嬰兒頭部露出的階段，產婦不要刻意收缩肌肉，一般而言產婦也不需要灌肠。在分娩前常會進行會陰切開術，增大陰道的開口，但一般來說這個手術不是必需的。2012年有2300萬名嬰兒是以剖宫产（剖腹产）的方式出生。若是雙胞胎、胎兒宮內窒息或是寤生（胎兒腳部先出來），會建議用剖宮產方式分娩。但剖宮產的產後需要較長的時間才能復原。
每年因為懷孕及分娩的併發症而死亡的孕产妇有五十萬人，有七百萬人有長期的嚴重後遺症，有五千萬人在分娩後健康有負面的影響，其中大部份是發生在開發中國家。分娩有關的併發症有難產、產後出血、子癇及产褥热。嬰兒的併發症有新生兒窒息等。

## 正常分娩

### 第一階段：子宮收縮
懷孕晚期，當胎兒大腦感到營養不足時，會發出啟動分娩的信號。通常人類的分娩由子宮開始收縮，而子宮頸也擴張開始。宮縮多始於夜裡10點至翌日凌晨6點間，這是因為孕婦大腦在夜間分泌更多的催產素，且子宮在夜間對催產素最敏感。收縮過程中子宮的長肌肉會由頂端開始收縮，收縮範圍往下擴大。每次收縮結束時，肌肉會放鬆到比開始時要短一點的長度。這會將子宮頸拉上胎兒頭部。每次收縮都會擴張子宮頸，直到完全擴張：通常是直徑10公分以上。
收縮會不斷變得更密集，力道也會變強，子宮頸也會不斷擴張。收縮可能開始的很快也可能很緩慢。子宮收縮開始，直到子宮頸緩慢擴張至3公分，這段時間稱為「潛伏期」。收縮加劇到每10分鐘3至4次，每次持續1分鐘，並且力道變強，子宮頸也縮短並擴張至大於3公分，這個階段稱為「活動期」。這時羊膜囊可能會破。等到收縮為每兩分鐘一次，每次70-90秒，子宮頸擴張至8-10公分，這時稱為「過渡期」。過渡期是對準媽媽的考驗最強的時期，也是最短的時期。
這個階段產婦通常會經歷幾個情緒狀態。一開始產婦會興奮或緊張。當收縮增強，需要更多精力時，產婦通常會更嚴肅更專注。當子宮頸擴張完畢，有些產婦會感到困惑或是放棄。
收縮過程時間長短不一。第一胎平均為13小時。生過孩子的母親則平均是8小時。
如果繼續懷孕有立即重大的危險，將會進行引產。因為引產本身也有風險，所以只在繼續懷孕會有危險時才進行。

### 第二階段：胎儿娩出
分娩的第二階段，胎儿會從陰道被排出子宮。這是靠子宮收縮加上產婦「生下來」的用力動作。這個動作很多婦女都形容類似用力排遺。此階段的開始可用「Malinas分數」評估。
大部分的孩子是頭先生下來。有些時候會有「寤生」或稱臀位，也就是雙腳或屁股先出來的情況。助產士仍然能從陰道接生臀先露的情況接生，但是某些地區很難找到有經驗有意願的助手。
臀位有好幾種狀況：
1. 完全臀位：最常見。孩子的屁股先露出，而膝蓋彎曲，腿疊在身上，腳靠近臀部。
2. 直腿臀位：類似完全臀位，但是孩子的腿是伸直的，腳伸到耳朵旁。
3. 足式臀位：孩子的一條或兩條腿伸直並且先露出來。

還有一種罕見情形是橫位：孩子橫在子宮，一隻手或手肘先進入產道。橫位的孩子常常會變成其他姿勢，不過不是總是如此。
第二階段的長度不一，因產婦之前有無生產，以及其姿勢與活動能力而定。第二階段的長度應該由胎兒與產婦的健康狀況決定。母體脫力，胎兒面向後方（posterior baby）或是胎兒的頭與骨盆尺寸不合（頭盆不相稱，Cephalo-Pelvic Disproportion）的罕見情況等等都是可能發生的問題。真正的頭盆不相稱情況通常见于患有佝僂病和畸形骨骼疾病或傷害的婦女，或者由看护和医疗器械在第二阶段所施加的时间限制所导致。
生下來之後，孩子立刻會產生廣泛的生理變化以獨立呼吸。孩子的幾個心血管結構會在出生後退化，例如開放性動脈導管和心房上的卵圓孔。孩子的醫療狀況是在產後1到5分鐘內根據阿普伽新生兒評分（Apgar score）的五項參數評估：心跳頻率，呼吸，肌肉張力，皮膚顏色，以及對刺激的回應。
某些文化中，父親會割臍帶。也有人在將孩子交還給父母前會用溫水洗去孩子身上的血與脂肪。

### 第三階段：排出胎盤
接下來，子宮會排出胎盤。產婦失血通常少於500毫升。如果拉扯臍帶來將胎盤拖出來會失血更多。一定要檢查胎盤是否完整排出。留下的部分會造成產後出血或是感染。另外若產婦有植入性胎盤情形，會增加此階段大量出血的風險。

### 產後
專家建議產後餵初乳，可以減少出血以及增強孩子免疫。父母通常在這時取名字。這時也會有一些儀式。在東亞地區，產婦通常會坐月子。

## 痛苦
女性生產感到的痛苦因人而異。子宮收縮是生產一定會有的，但是女性未必會覺得痛。雖然大部分人都覺得分娩很痛苦，有些女性表示自己有過無痛分娩。很多因素會影響痛苦感受，包括文化因素，恐懼，生產經驗，生產時的凶險，生產姿勢，還有一個女性的天生耐痛程度。某些女性會睡過整個生產過程。還有少數情形，某些女性感覺收縮過程像是性高潮（分娩高潮）。

### 非醫療性止痛
許多女性認為依靠麻醉生產是不自然的，或是擔心麻醉傷害孩子，但是仍然很在意生產痛苦。為減輕痛苦，她們會作心理準備，教育，按摩，催眠，水療。很多女性還覺得伴侶、夥伴或專業人士的情感支持很有幫助。很多女性喜歡對母親或胎兒無害的蹲式、爬式生產姿勢。也有人選擇水中分娩。由於疼痛是一種生理與心理共同作用的結果，透過心理上的制約、放鬆也是有助於止痛的，例如拉梅茲法。

### 醫療性止痛
在歐洲，醫師常使用氧化亞氮氣體止痛，在英國助產士無醫師處方也可使用此氣體。
硬脊髓膜外腔止痛是很常見的止痛方式，而且是剖腹生產的必要手段。醫師較偏好此手段，因為這種方式不會讓麻醉劑進入血液影響胎兒。但是研究顯示這種止痛會延長生產過程，以及影響哺乳。
不同止痛方式對產婦與胎兒會有不同的功效與副作用。施行止痛的時機一定要謹慎。比如太早施行硬脊髓膜外腔止痛，會停止或遲滯分娩，而太晚施行則可能耗盡產婦精力。這些風險應該與生產的可能劇痛平衡考慮，而且麻醉一般是安全有效的。
在過去曾經出現過主要的生產麻醉（Obstetric anesthesia）方式有以下幾種：
1. 吸入性麻醉劑，在第一產程或是第二產程中給予孕婦N2O之類麻醉氣體（以氧氣推動50%N2O, or 0.1%enflurane .etc），不過缺點是廢氣回收不確實的情況下，可能造成污染。
2. 靜脈注射或肌肉注射麻醉藥物，但由於靜脈注射以及肌肉注射的有效劑量通常很大，而高單位的藥物可能經由血液通過胎盤進而影響胎兒，故近年來醫療先進國家幾乎已經不單獨使用這種方法。
3. 周邊神經阻斷，曾經有人利用陰部神經阻斷（英语：Pudendal anesthesia）的方法來進行產痛控制，但是因為可能引起胎兒心跳減緩，所以相當少用。
4. 區域麻醉（regional anesthesia），目前最為接受的減痛分娩麻醉方式。區域麻醉分為硬脊膜外麻醉（epidural analgesia）以及脊髓腔內麻醉（intrathecal analgesia）兩種，臨床上有可能單獨使用或兩種合併使用（稱為Combine Spinal Epidural analgesia, CSEA）。此類麻醉方式常用藥物為嗎啡類藥物與局部麻醉劑混合使用，嗎啡類藥物中嗎啡（Morphine）、配西汀（Pethidine,或稱為meperidine）、吩坦尼（Fentanyl）、速芬坦（Sufentanil）等，都是相當常見的藥物。而局部麻醉劑中，產科學教科書Williams Obstetrics 20th.ED則推薦使用bupivacaine。

此類麻醉方法最大的優點是提供更加符合藥物動力學的路徑，以最小的麻醉劑量達到最大的麻醉效果。前階段由局部麻醉劑先作用，嗎啡類藥物根據種類不同大約5分鐘~1小時後開始作用（如下表）。一般而論，硬脊膜上注射所需的劑量大約只有靜脈注射的1/10以下。而脊髓內注射又是硬脊膜上的1/10（此比例並非絕對依據）。而此類麻醉方式一樣有可能會出現嗎啡類藥物常見的副作用:頭暈或噁心、嘔吐、搔癢、尿液滯留。對胎兒也可能造成胎心率變化的異常。而局部麻醉劑bupivacaine也可能造成產婦血壓降低，這也可能進而造成胎兒胎心率的異常。
| 嗎啡類藥物名稱 | 生效時間 | 持續時間 |
| Morphine       | 30-60min | 6-24 hrs |
| Pethidine      | 5-10min  | 6-8 hrs  |
| Fentanyl       | 5min     | 4-6 hrs  |

## 併發症與分娩風險
分娩產生的問題稱為併發症。併發症可能影響產婦也可能影響孩子。有時會造成傷害甚至死亡。醫師和助產士都有為併發症訓練。早產，高血壓，糖尿病，之前有剖腹生產經驗等會提高生產風險。
在歐美現代化國家中，新生兒死亡率小於1.2%，產婦的生命危險也比較低，產婦死於生產的機率只有十萬分之5。第三世界國家的風險則大多了：次薩哈拉非洲與南亞的新生兒死亡率大於3.7%，產婦死於生產的機率在非洲高達十萬分之830。東南亞的新生兒死亡數目是世界最高，但是比例而言非洲的新生兒死亡率最高。產婦的「自然」（即對產婦的死亡不作挽回的情況下）死亡率是十萬分之1000到1500。
影響死亡率最重要的因素是適當的營養以及有品質的醫療照護的可及性（可及性由妥善的照護之費用與距離決定）。在此說的醫療照護並不是醫院，而只是有助產接生技巧的人在場照顧而已。一份美國德州健康部1983年-1989年的研究指出醫師參與的生產，嬰兒死亡率是0.57%，非護士助產士參與的，死亡率則是0.19%。相對的另外一些研究顯示在家生產死亡率較高。一般認為，在已開發國家，低風險產婦有適當協助的在家生產，風險不會比醫院生產高。
胎兒最大的風險之一是早產，以及相關的體重過輕。越是早產的嬰兒，越容易死亡以及發生肺部、呼吸道疾病。在美國所有嬰兒中有12%是早產的。過去25年來，醫療科技大幅增進工業化國家早產兒的存活率。美國體重太輕的嬰兒的存活率在1950年代與1960年代只有一半，如今則高達90%。出生後第一小時是早產兒的關鍵時期，使用新生加護設備非常重要。
其他可能的併發症有：
- 生產時或產後大量失血：無論在已開發國家與未開發國家都是最常見的死因。大量失血會造成低血容休克，重要器官供血不足以及死亡。治療方式是止血（投入麦角新碱、催产素类药物或是手術止血）以及輸血。低血容休克之後還可能發生垂體功能減退，稱為席漢氏症候群。
- 生產停滯（長時間收縮而沒有適當的擴張）：通常注射催產素。如果催產無效可能必須作剖腹生產。很多時候產婦換姿勢也會有效。
- 胎兒窘迫：定義不明確。通常視為胎兒窒息。症狀包括心跳變快或變慢，羊水中出現胎糞等等。
- 排出停滯（雖然有適當收縮，但胎兒的頭或代表部位沒有娩出）：這可能需要真空牽引，產鉗生產或剖腹生產。
- 產褥熱：過去是許多女性死因。但是自從塞麥爾維斯（Ignaz Semmelweis）倡導基本衛生條件後，人數減少。
- 會陰裂傷：會很痛。有時有必要進行會陰切開術以避免傷及肛門括約肌。以前分娩必作會陰切開術被視為正常，現在則被視為有害。

## 心理方面
分娩的壓力可以很大，大到引起強烈的情緒，醫院常對產婦施予止痛手段。某些女性會報告類似創傷後心理壓力緊張症候群的症狀。70-80%的美國產婦有所謂嬰兒憂鬱，10%被診斷為有產後憂鬱症。預防性團體治療已經證實能有效治療產後憂鬱。
分娩時胎兒窒息也可能影響到嬰兒腦部。目前並不清楚出生經驗對嬰兒人格發展的影響。以往認為新生兒不會感覺到痛或是恐懼。現在某些父母則選擇另類生產環境，希望讓新生兒，產婦以及家人舒服一點。

## 分娩方式

### 自然分娩（顺产）
自然分娩是指胎儿通过阴道娩出的过程。
优点：
- 胎儿经过产道而受压，肺泡液排除，从而使肺泡迅速扩张，建立起良好的呼吸。
- 分娩时胎儿由于受到阴道的挤压，呼吸道里的粘液和水分都被挤压出来，因此，出生后患有“新生儿吸入性肺炎”、“新生儿湿肺”的相对减少。
- 分娩时胎头受压，血液运行速度变慢，相应出现的是血液充盈，兴奋呼吸中枢，建立正常的呼吸节律。

### 剖宫产
剖宫产是经腹部切开子宫取出胎儿的过程，除了因挽救母婴必须做剖腹产外，如果没有手术指征以下情形，应尽量争取自然分娩：
- 採用非手術治療方式無法治癒疾病。
- 採用手術方式將有助於疾病的治療。

世界卫生组织对于剖宫产比率设定警戒线为15%。
缺点：
- 剖宫产出血量要比自然分娩者多一至三倍，产后恢复也较慢。
- 产道正因为缺少了自然分娩的经历，有时会出现阴道肌肉萎缩或阴道狭窄。

## 文內注釋
1. 1 2  Martin, Richard J.; Fanaroff, Avroy A.; Walsh, Michele C. . Elsevier Health Sciences. : 116  [2017-12-18]. ISBN 978-0-323-29537-6. （原始内容存档于2020-11-30） （英语）.
2. 1 2   (PDF) 2nd. Geneva [Switzerland]: World Health Organisation. 2008: 3  [2017-12-18]. ISBN 978-92-4-154666-9. （原始内容存档 (PDF)于2015-02-21）.
3. 1 2  Memon, Hafsa U; Handa, Victoria L. . Women's Health. 2013-05-01, 9 (3): 265–277; quiz 276–277. ISSN 1745-5057. PMC 3877300 . PMID 23638782. doi:10.2217/WHE.13.17 （英语）.
4. 1 2  Martin, Elizabeth. . Oxford University Press. : 375  [2017-12-18]. ISBN 978-0-19-968799-2. （原始内容存档于2020-11-21） （英语）.
5. 1 2  . www.cia.gov. July 11, 2016  [30 July 2016]. （原始内容存档于2016-11-16）.
6. 1 2 3  Maternal mortality ratio （页面存档备份，存于）. From Our World in Data (OWID). Page has detailed definition of maternal mortality ratio. Also the various ways it is measured. Data source: World Health Organization, "Global Health Observatory". Table tab has data. Download the .csv file to get yearly numbers. Click map tab, and then the download tab to get latest map.
7. ↑  . WHO. November 2015  [30 July 2016]. （原始内容存档于2015-03-07）.
8. ↑  Buck, Germaine M.; Platt, Robert W. . Oxford: Oxford University Press. 2011: 163  [2017-12-18]. ISBN 9780199857746. （原始内容存档于2016-08-15）.
9. ↑  Co-Operation, Organisation for Economic; Development. . Paris: OECD. 2009: 105  [2017-12-18]. ISBN 9789264059344. （原始内容存档于2017-08-25）.
10. ↑  Olsen, Ole; Clausen, Jette A. . The Cochrane Database of Systematic Reviews. 2012-09-12, 9 (9): CD000352. ISSN 1469-493X. PMC 4238062 . PMID 22972043. doi:10.1002/14651858.CD000352.pub2.
11. ↑  Fossard, Esta de; Bailey, Michael. . SAGE Publications India. 2016  [31 July 2016]. ISBN 9789351507581. （原始内容存档于2017-08-25）.
12. 1 2  . The Columbia Electronic Encyclopedia 6. Columbia University Press. 2016  [2016-07-30]. （原始内容存档于2016-03-06）.
13. 1 2 3 4 5 6  . Women's Health. September 27, 2010  [31 July 2016]. （原始内容存档于2016年7月28日）.
14. ↑  McDonald, Susan J.; Middleton, Philippa; Dowswell, Therese; Morris, Peter S. . The Cochrane Database of Systematic Reviews. 2013-07-11, 2013 (7): CD00407. ISSN 1469-493X. PMC 6544813 . PMID 23843134. doi:10.1002/14651858.CD004074.pub3.
15. ↑  Hofmeyr, G. Justus; Hannah, Mary; Lawrie, Theresa A. . The Cochrane Database of Systematic Reviews. 2015-07-21, 2015 (7): CD000166. ISSN 1469-493X. PMC 6505736 . PMID 26196961. doi:10.1002/14651858.CD000166.pub2.
16. ↑  . World Health Organization. 2015: Chapter D  [31 July 2016]. ISBN 978-92-4-154935-6. （原始内容存档于2020-07-18） （英语）.
17. ↑  Molina, George; Weiser, Thomas G.; Lipsitz, Stuart R.; Esquivel, Micaela M.; Uribe-Leitz, Tarsicio; Azad, Tej; Shah, Neel; Semrau, Katherine; Berry, William R.; Gawande, Atul A.; Haynes, Alex B. . JAMA. 2015-12-01, 314 (21): 2263–2270. ISSN 0098-7484. PMID 26624825. doi:10.1001/jama.2015.15553.
18. 1 2  迪克·斯瓦伯（荷兰语：Dick Swaab）. . 北京: 中国人民大学出版社. 2011. 王奕瑶、陈琰璟、包爱民译。
19. ↑  . 宝宝地带. 2013-03-26  [2014-01-11]. （原始内容存档于2020-11-10） （中文）. 阵痛...阵性腹痛，多发生在分娩前12~14小时，大部分开始于夜里10点至翌日凌晨6点之间
20. ↑  . 鳳凰網.   [2014-01-11]. （原始内容存档于2015-05-18） （中文）. 分娩通常发生在休息时间（例如在夜里或是清晨）。在这段时间内，分娩速度最快而需要助产士的协助最少。
21. ↑  . 母嬰網. 2013-10-24  [2014-01-11]. （原始内容存档于2014-01-11） （中文）.
22. ↑  . 蘋果日報. 2013-06-03  [2014-01-11]. （原始内容存档于2015-09-24）. 根據法國心理學家波斯特(Theirry Postel)所提供的資料，約有0.3%的婦女生產時曾經歷高潮感覺。

## 外部連結
- 臺大醫院婦產部提供之產科學綱要 (Synopsis of Obstetrics) （页面存档备份，存于）
- 馬偕紀念醫院 麻醉科所建構麻醉WIKI中減痛分娩部份

### 延伸閱讀
- 溫柔革命／生產不是生病　把「主權」從醫師手中奪回 | 民報 Taiwan People News （页面存档备份，存于）
- 家庭計劃及子女成長系列4：接產期及生產過程 | 龍耳電視 Silence TV （页面存档备份，存于）